# 市川瑛里子
市川 瑛里子（いちかわ えりこ）は、日本の弁護士、ニューヨーク州弁護士。世界銀行南アジア局エネルギー・採取グローバルプラクティスエネルギー専門官。

## 来歴
2008年 東京大学法学部第1類（私法コース）卒業。2010年 東京大学大学院法学政治学研究科法曹養成専攻（法科大学院）修了。同年9月 司法試験に合格。2011年12月 弁護士登録（第一東京弁護士会）し、長島・大野・常松法律事務所入所。2014年7月 経済産業省商務情報政策局商務流通保安グループ商取引・消費経済政策課長補佐（法令担当）。エネルギー市場、コモディティデリバティブ関連の法令立案に従事。2017年5月 ハーバード大学ロースクール修了。2018年1月 世界銀行入行。南アジア局エネルギー・採取グローバルプラクティスエネルギー専門官。南アジアの再生可能エネルギーへの融資、技術供給及びエネルギー政策支援等に携わる。

## 略歴
- 2008年3月 - 東京大学法学部第1類（私法コース）卒業。
- 2010年3月 - 東京大学大学院法学政治学研究科法曹養成専攻（法科大学院）修了。
- 2010年9月 - 司法試験合格[1]。
- 2011年12月 - 弁護士登録（第一東京弁護士会）。
- 2011年12月 - 長島・大野・常松法律事務所入所。
- 2014年7月 - 経済産業省商務情報政策局商務流通保安グループ商取引・消費経済政策課長補佐（法令担当）（〜2016年6月）。
- 2017年5月 - ハーバード大学ロースクール修了。
- 2018年1月 - 世界銀行南アジア局エネルギー・採取グローバルプラクティスエネルギー専門官。

## 著作
- （宇野総一郎（編集代表）、滝川佳代、大久保圭（編集担当）、岩崎友彦、宰田高志、田子弘史、対木和夫、服部薫（執筆担当）、大石貴大、高嶋希、山口敦史（執筆協力））『株式交換・株式移転ハンドブック』（商事法務研究会、2015年4月）